# 刑警张玉贵

第一部海报

《刑警张玉贵》是由电影频道节目中心出品的系列电视电影。全剧共有四部，2000年播出第一部。其后于2001年播出第二部《刑警张玉贵的队长生活》。2002年底到2003年初拍摄第三部《刑警张玉贵之执法者》。2005年播出第四部《刑警张玉贵之忠孝两全》。

## 第一部

### 制作人员
- 出品人：阎晓明
- 总监制：姜涛、莫安临
- 监制：岳扬、莫晓都
- 导演：孙铁
- 编剧：魏人
- 执行导演：王赤
- 摄像：宋德华

### 演员名单
- 王学圻饰张玉贵
- 张　晗饰付明明
- 段奕宏[1]饰林　鹏
- 田　镇饰毛　锋
- 梁国庆饰王建中
- 李勤勤饰石　芳
- 刘　超饰张雅芝
- 周艺华饰李德旺

友情出演
- 张　英
- 胡　贝
- 王玉璋

## 第二部：队长生活

### 制作人员
- 出品人：阎晓明
- 制片人：孙钢
- 总监制：岳杨
- 监制：母铁军
- 导演：孙铁
- 编剧：魏人
- 摄像：陶诗伟
- 副导演：王芳

### 演员名单
- 王学圻饰张玉贵
- 张　晗饰付明明
- 郑　昊饰郑　杰
- 刘铁钢饰韩　树
- 李　晨饰吴　江
- 刘　超饰张雅芝
- 于　飞饰马卫中
- 王玉璋饰局　长
- 安　妮饰马　涛
- 陈冠泽饰韩小树
- 俞　瞳饰刘秘书
- 李樱花饰白　梅
- 李　霞饰曹小丽

友情出演
- 孙桂田
- 胡　贝
- 赵铁人
- 李小波
- 杜　鹏
- 李云娟
- 郭公芳

## 第三部：执法者

### 制作人员
- 导演：孙铁
- 编剧：魏人

### 演员名单
- 王学圻饰张玉贵
- 张　晗饰付明明
- 孙　明饰

## 第四部：忠孝两全

### 制作人员
- 导演：孙铁
- 编剧：魏人

### 演员名单
- 王学圻饰张玉贵
- 张　晗饰付明明

## 获奖
- 《刑警张玉贵的队长生活》获电影频道第二届电视电影“百合奖”一等奖（页面存档备份，存于）。